# Манометричні витратоміри
Манометричні витратоміри - витратоміри змінного перепаду тиску (ВЗПТ). 
Використовуються при контролі витрат рідких і газоподібних середовищ. Дозволяють вимірювати великі витрати середовищ при високому внутрішньому тиску в трубопроводах.

## Принцип роботи
Принцип роботи заснований на вимірюванні перепаду тиску, що виникає на спеціальному звужувальному пристрої, вміщеному в трубопроводі. Види звужувальних пристроїв показано на рис.
Достатня точність контролю забезпечується тільки стандартними звужувальними пристроями (на рис. а, б, в), які виготовляються з високою точністю зі спеціальних сталей. Для чистих рідин і газів застосовують нормальні діафрагми, для контролю витрати пульп і суспензій рекомендується використовувати сопло або трубу Вентурі, робочі поверхні яких для підвищення зносостійкості можуть футеруватися різними стійкими до стирання матеріалами (наприклад, кам’яне литво) або ґумуватися (покриття ґумою).
Для запобігання попаданню твердої фази контрольованого середовища в порожнини дифманометрів контроль тиску здійснюється за допомогою розділювальних посудин (2).
Верхня і нижня порожнини розділювальних посудин розділені в’ялою мембраною, при цьому верхні порожнини і порожнини диференціального манометра заливаються дистильованою водою.